# La Préparation pour le bal
La Préparation pour le bal, (en anglais Preparing for a Fancy Dress Ball ou The Misses Williams-Wynn), est une huile sur toile de l'artiste anglais William Etty, exposée pour la première fois en 1835 et conservée à la York Art Gallery. 
Bien que William Etty soit surtout reconnu pour ses peintures historiques de personnages nus, il reçoit en 1833 la commande du politicien conservateur gallois Charles Williams-Wynn pour réaliser le portrait de ses deux filles. La toile met en scène les sœurs Williams-Wynn dans une atmosphère intime, vêtues de costumes italiens. Charlotte aide Mary à se coiffer, un moment que l'artiste a traité avec une certaine délicatesse. 
William Etty achève et expose La Préparation pour le bal à l'exposition d'été de la Royal Academy en 1835. Le tableau reçoit un accueil favorable, même de la part des critiques habituellement hostiles à son œuvre. Ce succès critique et public confirme sa maîtrise technique et sa capacité à répondre aux attentes du mécénat de l'élite anglaise, ouvrant ainsi la voie à de nouvelles commandes. L'œuvre demeure dans la collection des descendants de Mary Williams-Wynn, n'étant présentée au public qu'à l'occasion d'une exposition rétrospective en 1849, avant de rester invisible pendant près de 160 ans. Un collectionneur privé acquiert le tableau en 1982, puis il rejoint les collections de la York Art Gallery en 2009, intégrant ainsi un ensemble significatif d'œuvres de l'artiste.

## Contexte

### Ascension et controverse d'Etty

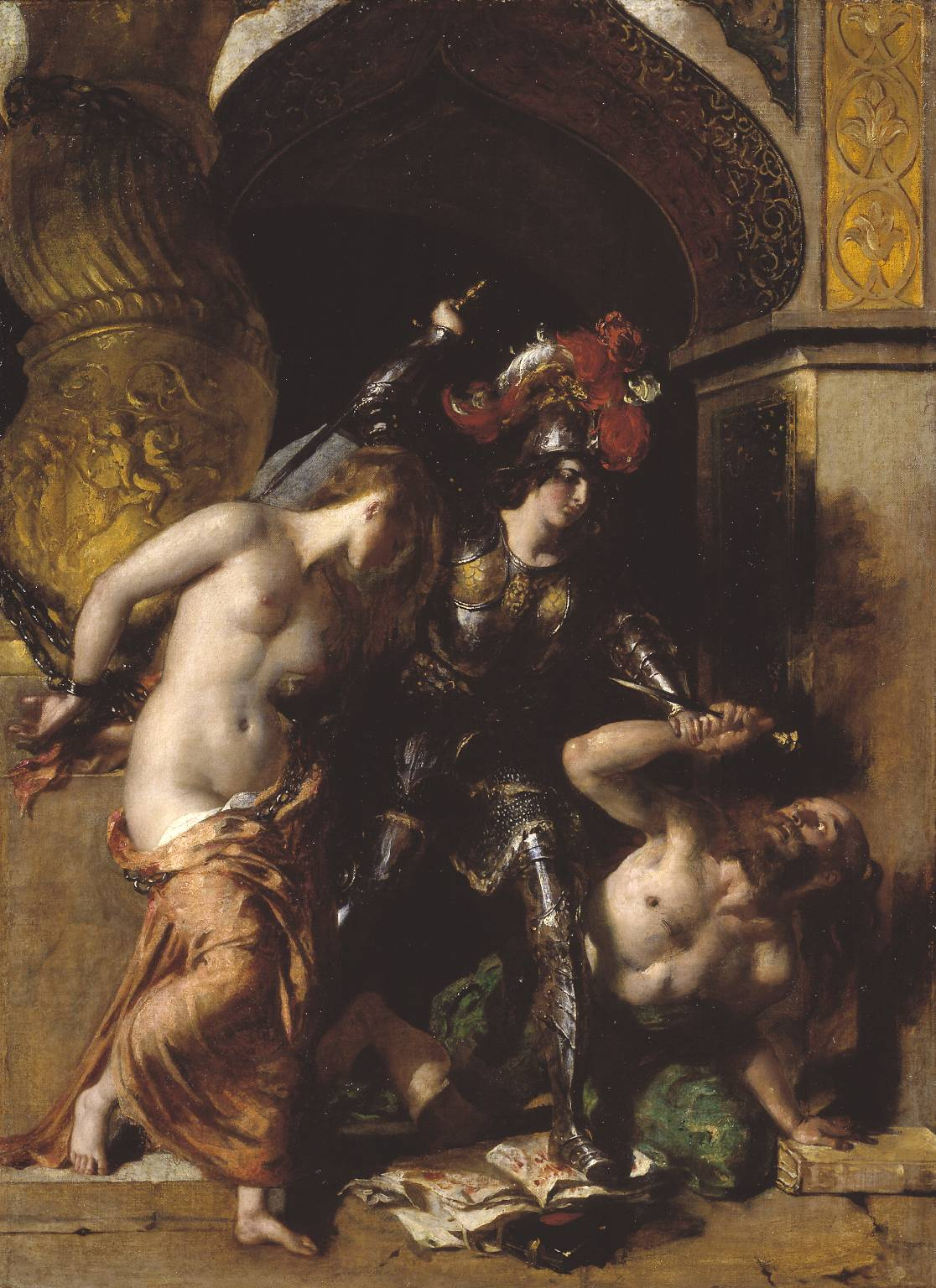
En 1833, William Etty peint Britomart Redeems Faire Amoret, puisant dans la mythologie et la littérature pour sublimer le nu, sa marque de fabrique.

William Etty, né à York d'un père boulanger et meunier, entreprend un apprentissage d'imprimeur à Hull. Au terme de cette formation de sept ans, il s'établit à Londres à l'âge de dix-huit ans, avec l'ambition de devenir peintre d'histoire dans la lignée des maîtres anciens. Fortement influencé par les œuvres de Titien et de Pierre Paul Rubens, il soumet des tableaux à la Royal Academy of Arts et à la British Institution, mais ses œuvres sont régulièrement rejetées ou négligées lors des expositions.
En 1821, la Royal Academy of Arts accepte d'exposer L'Arrivée de Cléopâtre en Cilicie. L'œuvre suscite un accueil exceptionnellement favorable, et l'admiration de ses pairs permet à Etty d'asseoir sa réputation. En 1828, il est élu académicien royal, devançant John Constable. William Etty acquiert une reconnaissance particulière pour sa maîtrise des carnations et son intérêt pour les contrastes chromatiques de la peau. Fort de ce succès, il s'efforce, au cours de la décennie suivante, de réitérer cet engouement en explorant le thème du nu dans des contextes bibliques, littéraires et mythologiques. Entre 1820 et 1829, sur les quinze tableaux qu'il expose, quatorze représentent des figures nues.
Bien que des nus étrangers existent en collections privées, la Grande-Bretagne ignore la tradition du nu peint, son exposition publique étant proscrite depuis 1787 par la Proclamation for the Discouragement of Vice. William Etty innove en se spécialisant dans le nu et suscite l'inquiétude populaire. Ses nus féminins sont critiqués pour leur indécence, tandis que les nus masculins, de héros mythologiques ou de combats classiques, sont acceptés,. Dès 1832, malgré les attaques de la presse, William Etty demeure un peintre de nus renommé en intégrant des leçons morales à ses œuvres.

### Elizabeth Potts

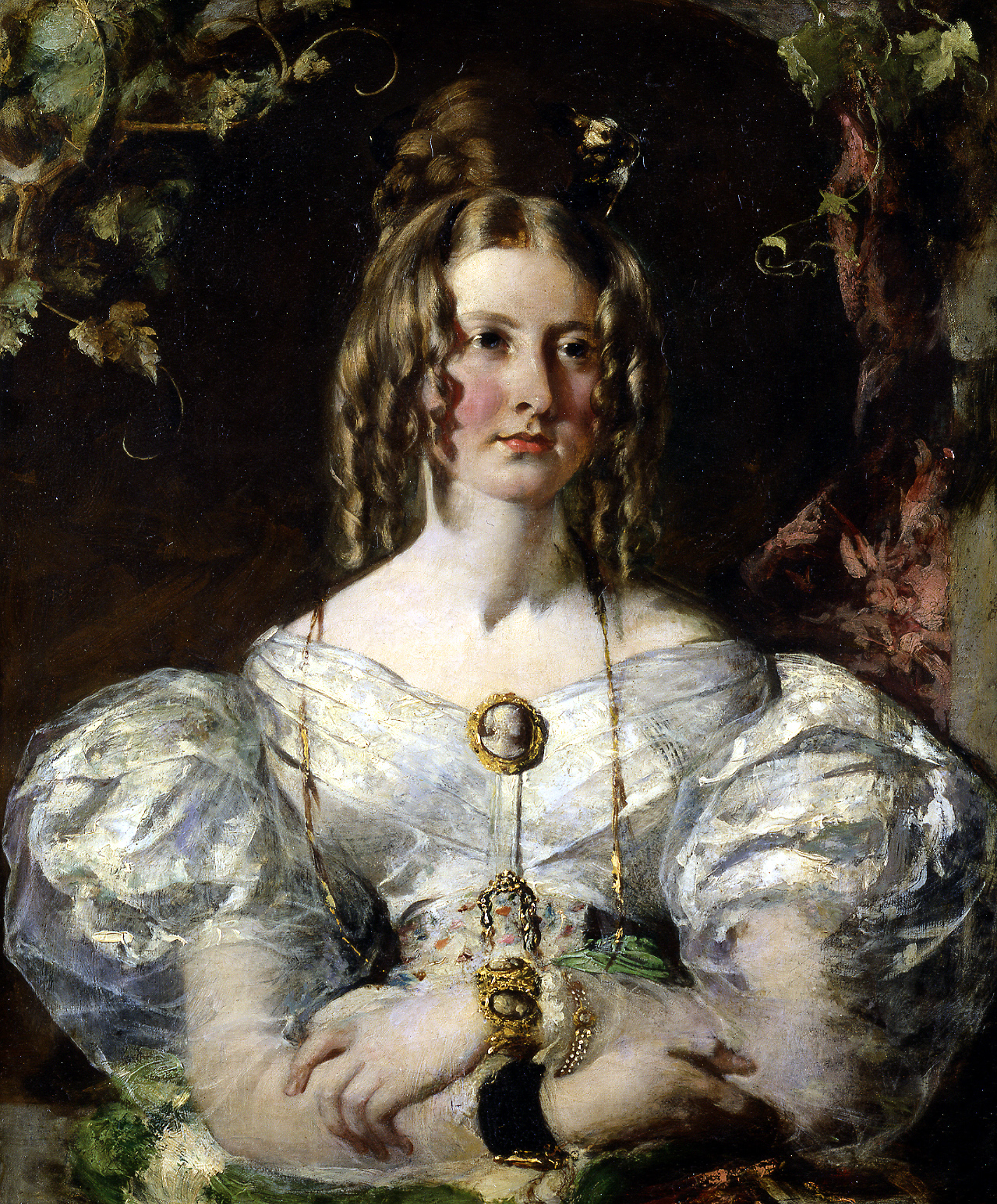
Avec le portrait d'Elizabeth Potts, William Etty souleve l'indignation. On lui reproche de troquer la noblesse de la peinture d'histoire contre le gain facile du portrait.

Bien qu'il ait acquis une notoriété prédominante pour ses nus, William Etty accepte en 1833 une commande de Thomas Potts, notable de Clapham Common, pour le portrait de sa fille, Elizabeth,. La rémunération convenue s'élève à 65 Guinée (équivalent à 68,25 livres sterling, soit environ 8 200 livres sterling en valeur actualisée de 2025). L'œuvre, intitulée Elizabeth Potts, est présentée à l'exposition d'été de la Royal Academy de 1834 sous le titre A Portrait, une modification dictée par le souhait de la mère du sujet de préserver l'anonymat de sa fille. La période précédant l'exposition est marquée par une santé déclinante pour William Etty, ce qui limite sa participation à l'événement à deux tableaux seulement : Elizabeth Potts et The Cardinal.
Elizabeth Potts reçoit un accueil critique mitigé. Les admirateurs de William Etty déplorent son passage à la peinture de portrait, moins noble, tandis que ses détracteurs y voient une preuve de son manque de technique, et une tentative de profit. À cette époque, les tableaux d'histoire, souvent invendus, contrastent avec les portraits commandés, source de revenus sûre. La peinture d'histoire, créative et moralisatrice, surpasse le portrait, simple reflet de la réalité.
William Etty conserve des liens forts avec sa ville natale d'York. Après l'incendie de la cathédrale en 1829, il participe activement à sa restauration, aux côtés de Charles Williams-Wynn.

## Sujet

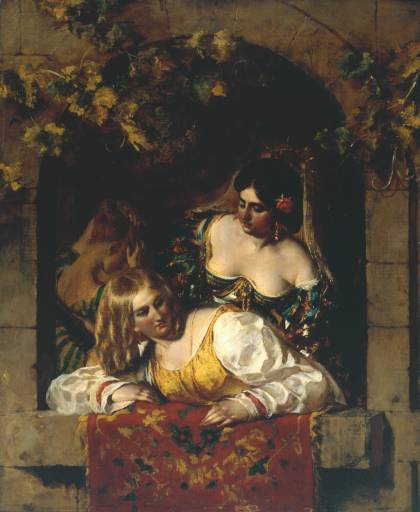
Les costumes représentés dans Window in Venice, During a Fiesta présentent une similarité notable avec ceux figurant dans La Préparation pour le bal.

Fin 1833, William Etty reçoit une commande de Charles Watkin Williams-Wynn pour le portrait de deux de ses sept enfants,. La Préparation pour le bal présente Charlotte et Mary Williams-Wynn, parées de costumes d'inspiration italienne. Bien que l'iconographie dominante décrive ces tenues comme italiennes, Dennis Farr, dans sa biographie de William Etty publiée en 1958, suggère que certains éléments, notamment la coiffure de Charlotte, évoquent des influences russes. Cette interprétation souligne l'intérêt marqué de l'Angleterre du début du XIXe siècle pour la culture italienne, alors que le bel canto connaît son apogée et que les pièces italiennes de William Shakespeare jouissent d'une immense popularité. Etty, familier des modèles vestimentaires italiens grâce à ses séjours à Venise et dans d'autres villes de la péninsule, transpose dans ce portrait des éléments stylistiques présents dans ses scènes vénitiennes, telles que Window in Venice, During a Fiesta (1831). L'historien de l'art Leonard Robinson relève que, contrairement au titre, les jeunes filles sont présentées entièrement vêtues, et non en préparation d'un bal. L'influence de Thomas Lawrence, maître d'Etty en 1807-1808, et de Joshua Reynolds, dont Etty admire l'œuvre et copie les tableaux à des fins d'étude, est manifeste dans le style de cette réalisation.

## Composition
Les sœurs Williams-Wynn sont représentées en portrait de trois quarts ; Charlotte, l'aînée, se tient debout et assiste Mary, assise, dans l'ornementation de sa chevelure avec un ruban et une rose. Cette disposition rappelle celle des figures féminines centrales du tableau The Lute Player d'Etty, réalisé à la même époque. Dennis Farr considère La Préparation pour le bal comme une continuation thématique directe de cette œuvre. The Lute Player, exposé à la British Institution début 1835 aux côtés de The Burning of the Houses of Lords and Commons de Joseph Mallord William Turner, est quelque peu éclipsé par ce dernier. Face à l'éclat chromatique des toiles de Turner, un critique du Spectator exprime sa déception quant à la facture de William Etty, dont les couleurs lui apparaissent opaques et ternes, comme si elles avaient été « diluées dans de la boue ».

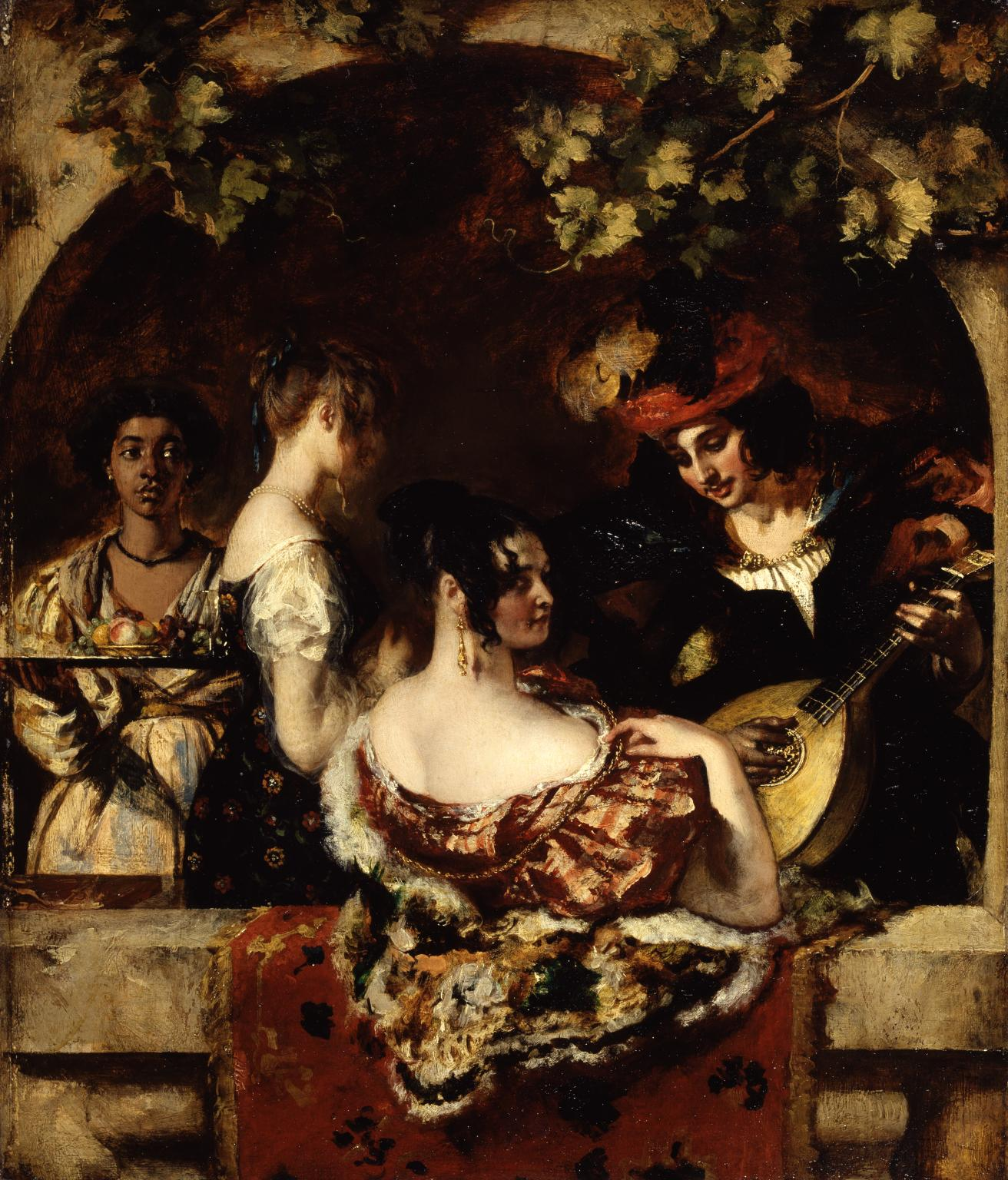
La composition de La Préparation pour le bal présente des similitudes structurelles avec celle de Le Joueur de Luth, œuvre de William Etty exposée au début de 1835.

Le thème de la préparation d'une soirée costumée, représenté dans le tableau, est familier au public aisé de William Etty. Ces bals et soirées mondaines, en vogue dans les années 1830 à Londres et dans les villes de province anglaises, constituent un élément important de la vie sociale de l'élite. Bien que les costumes des sœurs Williams-Wynn soient relativement discrets par rapport à certaines tenues extravagantes portées lors d'événements costumés contemporains, la richesse de leur conception témoigne du statut élevé de la famille Williams-Wynn dans les cercles mondains.
La réalisation du tableau nécessite un temps de travail inhabituellement long pour William Etty. L'artiste s'excuse auprès des sœurs Williams-Wynn pour la durée des séances de pose, qu'il reconnaît fastidieuses. Il justifie cette lenteur par sa volonté de ne pas se contenter d'une simple ressemblance, mais de créer une œuvre d'art accomplie.

« Je regrette de n'avoir pu rendre cette tâche moins contraignante. Une simple ressemblance peut être obtenue rapidement, en quelques séances. Mais réaliser une œuvre d'art qui dépasse la simple ressemblance demande davantage de temps et d'attention. C'est pourquoi j'ai choisi de consacrer plus de temps à ce portrait que ce qui est habituellement requis. Je suis convaincu que le temps investi sera justifié aux yeux de tous. Comme le dit l'adage, « Ce qui vaut la peine d'être fait, vaut la peine d'être bien fait ». Et aussi, « Tout ce que ta main trouve à faire, fais-le de toutes tes forces ! ». »

— Extrait de la lettre adressée par William Etty à la famille Williams-Wynn, rédigée à l'occasion de la dernière séance de pose des jeunes filles pour le tableau La Préparation pour le bal.

## Analyse
La Préparation pour le bal met en scène des figures féminines dans un intérieur domestique, engagées dans l'acte de se préparer pour un bal costumé. Selon une analyse contemporaine, cette représentation, bien qu'impliquant des moments d'intimité liés à l'habillage, peut susciter une perspective où le spectateur est placé dans une position d'observateur privilégié de ces préparatifs. L'agencement des figures et leurs interactions suggèrent une atmosphère où le regard, même sans nudité complète, peut être interprété à travers le prisme des conventions de représentation féminine de l'époque. McGuiness explore l'ambiguïté de la scène, tout en questionnant si la représentation de ces préparatifs n'invite pas à une forme de contemplation qui dépasse la simple observation d'un événement anodin. Cette lecture critique encourage à examiner la manière dont les femmes sont représentées dans leur intimité, même lorsqu'elles sont en train de se vêtir pour un événement public, et les dynamiques de regard que cela peut impliquer au sein du contexte artistique et social du XIXe siècle. 

## Réception critique

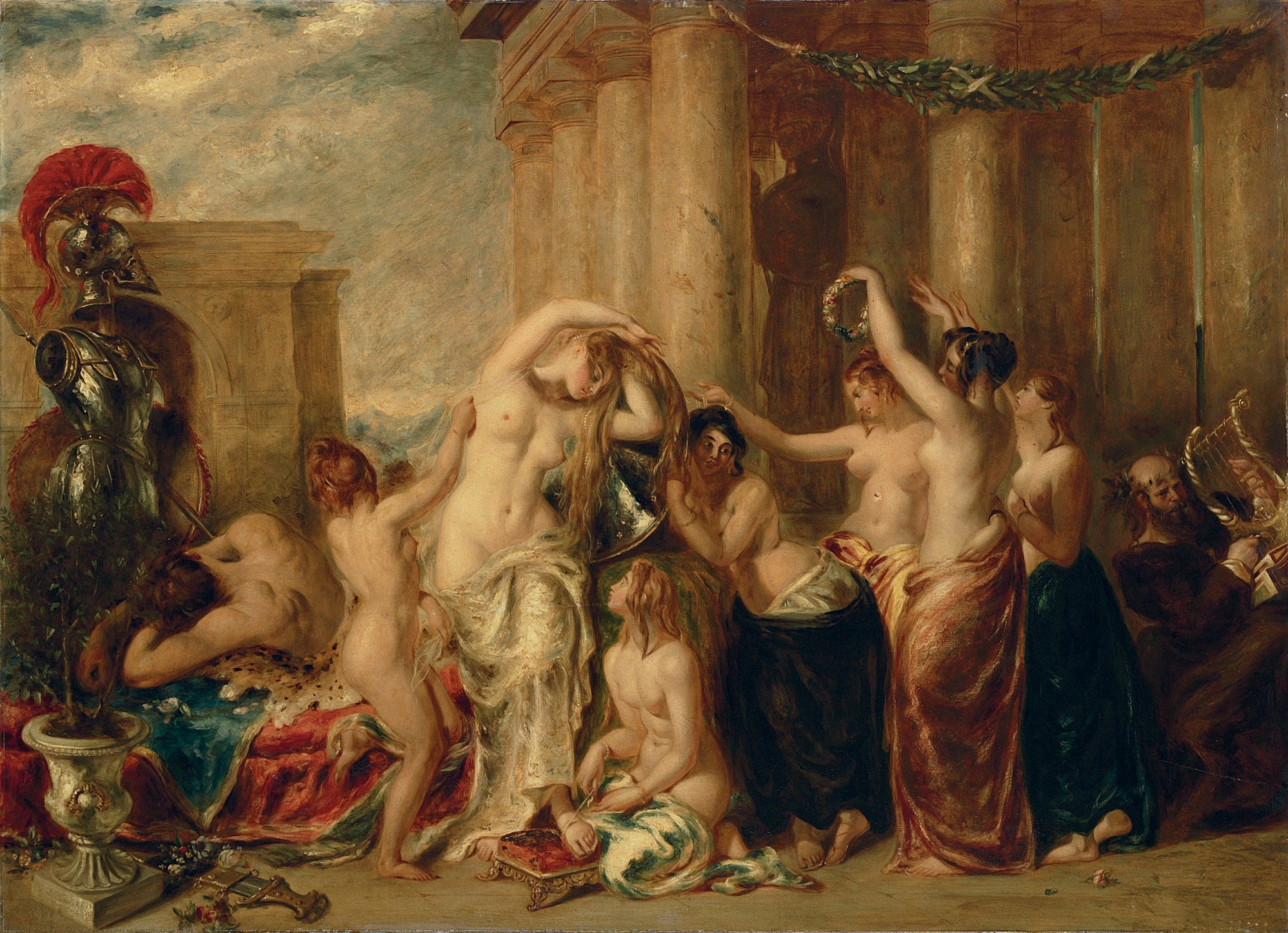
En 1835, l'œuvre Venus and her Satellites est exposée en même temps que La Préparation pour le bal.

L'œuvre figure parmi les huit tableaux présentés par Etty à la Royal Academy of Arts en 1835. Les autres tableaux exposés sont The Bridge of Sighs, Phaedria and Cymochles on the Idle Lake, Study from a Young Lady: A York Beauty, Study of the Head of a Youth, Venus and her Satellites, et Wood Nymphs Sleeping: Satyr Bringing Flowers. Sarah Burnage suggère que William Etty a choisi d'exposer Venus and her Satellites pour souligner les similitudes avec La Préparation pour le bal, et lier la beauté des sœurs Williams-Wynn à celle de Vénus.
L'œuvre est généralement bien accueillie par la critique, y compris par ceux habituellement hostiles à William Etty, qui saluent ici sa capacité à réaliser une composition d'envergure sans recourir à la nudité ou à la sensualité. Le London Journal de Leigh Hunt exprime sa satisfaction de voir Etty « transformer ses capacités en un canal reconnu comme plus rentable que d'autres ne sont susceptibles de l'être, et nous lui souhaitons chaleureusement du succès ». Cependant, le même critique condamne sévèrement Venus and her Satellites pour sa nudité gratuite et son « absence totale d'âme ».

## Impact sur la carrière d'Etty
William Etty, bien que prolifique en peinture de portrait, n'expose publiquement qu'une trentaine d'œuvres de ce genre de son vivant. À l'époque, le portrait est dénigré, associé à une pratique mercantile et peu créative, ce qui alimente la vanité bourgeoise. Seul La Préparation pour le bal trouve grâce aux yeux des critiques, qui préfèrent ses peintures historiques, outre les nus. Ce portrait confirme toutefois la capacité d'Etty à satisfaire les commandes de l'élite, ce qui lui permet de relancer sa carrière. Après son décès en 1849 toutefois, il tombe dans l'oubli et ses œuvres perdent de leur valeur. Charlotte Williams-Wynn devient une épistolière reconnue, tandis que sa sœur Mary épouse James Milnes Gaskell. Elles meurent toutes deux en 1869.

## Historique ultérieure de l'œuvre

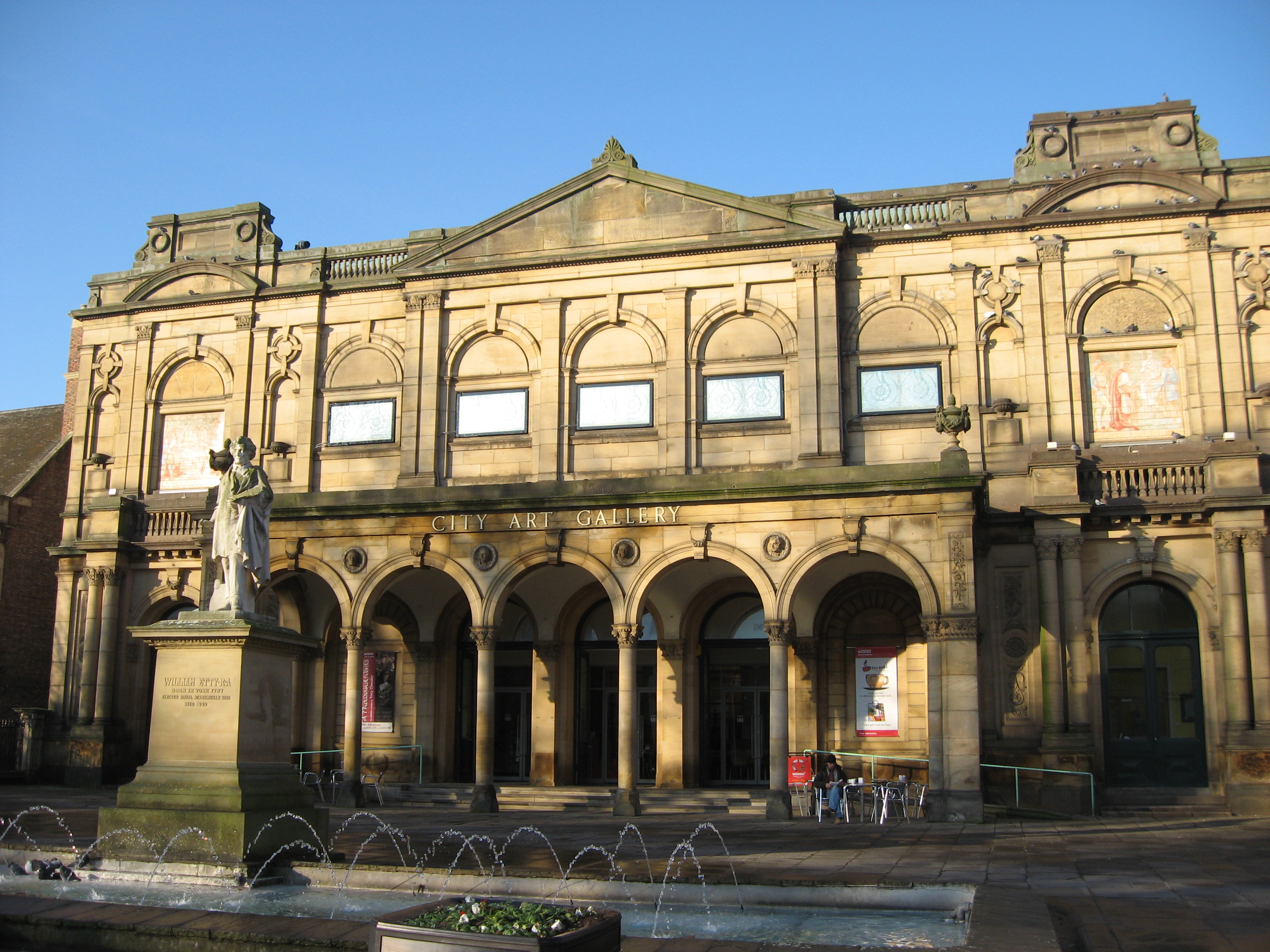
La York Art Gallery acquiert l'œuvre en 2009.

La Préparation pour le bal est présentée lors d'une importante rétrospective consacrée à l'œuvre de William Etty à la Royal Society of Arts en juin 1849. Par la suite, le tableau n'est pas exposé au public pendant une période de 160 ans. Charlotte Williams-Wynn étant morte sans descendance, l'œuvre passe dans la collection de la famille de Mary Williams-Wynn. En 1982, l'arrière-petite-fille de cette dernière, Lewis Motley, vend le tableau à un collectionneur privé. La York Art Gallery fait l'acquisition de l'œuvre en 2009 pour la somme de 120 000 livres sterling, grâce au soutien de l'Art Fund et du V&A/MLA Purchase Grant Fund. Elle figure parmi les pièces maîtresses d'une vaste exposition consacrée à William Etty à la York Art Gallery en 2011 et 2012.